# Germain Léon Marie Louis Heulz
Germain Léon Marie Louis Heulz est un médecin français né le 24 octobre 1856 à Clermont-Ferrand et mort le 15 janvier 1926 à Anglet.

## Biographie
Fils de Louis François Charles Heulz (1820-1888), avocat clermontois, et de Catherine Lucile Adine Léonie Bayle (1834-1899), il nait le 24 octobre 1856 à Clermont-Ferrand, section nord, au 5 rue Thomas. Par sa mère, il est le petit-fils de Germain Bayle, juge de paix, et de François Adèle Pradon, et par son père, fils de Jean Thaurin Heulz, commissionnaire et négociant clermontois, et de Geneviève Jeanne Marie Rispal, et petit-fils, dans sa ligne maternelle, de Charles François Rispal, géomètre expert, et de Michelle Antoinette Chaudessolle, il est cousin au 6e degré du compositeur, François Marie Félix Artance-Poupat, du médecin, Jean Gabriel Dufaud, et cousin au 7e degré de l'avocat et bâtonnier clermontois, Guillaume François Félix Chaudessolle.
Il épouse, le 6 mars 1886, à la mairie du 9e arrondissement de Paris, Eugénie Marie Marguerite Hermel (1860-1936), fille de Edmond Marc Hermel, docteur en médecine, et de Eugénie Magdelaine Bourru, avec laquelle il aura une fille, Fernande Jehanne Odette (1891-1976), qui épousera le comte Marie Marc Antoine de Gans, officier de la Légion d'honneur.
Il décède le 15 janvier 1926, à l'âge de 69 ans, en son domicile situé à Anglet, lieu-dit Lesterlocq,.

### Carrière
Il est admis, en 1877, à l'externat des Hôpitaux de Paris, 43e sur 254.
Diplômé en médecine, en juillet 1884, il exerce comme interne dans les asiles de Paris et du département de la Seine.
En 1888, il consulte à son domicile du 6e arrondissement de Paris, au 11 rue de Vaugirard.
Il occupe les fonctions de prosecteur et de chef de clinique de l'école de médecine de Clermont-Ferrand.
À compter de 1890, il est médecin-chef de l'hôpital thermal de La Bourboule où il prodigue des soins aux indigents venant de la France entière. Domicilié à Paris où il n'exerce pas, il consulte, à la Bourboule, du 25 mai au 30 septembre.
Il est membre de différentes associations et sociétés :
- membre de la Société française de dermatologie[11],
- membre de la Société française de prophylaxie sanitaire et morale, élu en séance du 10 mai 1902[14],[11],
- membre du Syndicat général des médecins des stations thermales et sanitaire de France, admis en séance du 30 novembre 1905[15],
- médecin de l'Association des journalistes parisiens, dès 1905[13],
- médecin de la Société de secours des voyageurs de commerce[11],

En sa qualité de membre de la Société française de dermatologie, il est nommé membre du comité d'organisation du IVe congrès international d'hydrologie, de climatologie et de géologie qui s'ouvre, à Clermont-Ferrand, le 28 septembre 1896, et auquel participe également son confrère, le docteur Amédée Tardieu, médecin consultant au Mont-Dore,. En séance d'ouverture, le 28 septembre, il est élu secrétaire de la section d'hydrologie.
Il participe, en sa qualité de médecin à Paris, au XIVe congrès international de médecine qui se tient, du 23 avril 30 avril 1903, à Madrid.

## Distinctions
Il reçoit, par arrêté ministériel du 29 novembre 1894, un rappel de médaille d'argent de l'Académie de médecine de Paris pour son mémoire intitulé Essai de chimie biologique appliqué à l'étude de l'action physiologique et thérapeutique des eaux minérales de la Bourboule,,.
Par décret en date du 15 octobre 1913, rendu sur le rapport du ministre de l'Intérieur, il est nommé chevalier de la Légion d'honneur, en sa qualité de médecin-chef de l'hôpital thermal de La Bourboule,. Il est reçu dans l'ordre, le 5 novembre suivant, à Châteaugay, par Vincent Marie Lucien Henri Bayle, maire de ladite commune, conseiller général du Puy-de-Dôme et chevalier de la Légion d'honneur.
En séance du 20 avril 1917, il est nommé membre de la Société des sciences, lettres et arts de Bayonne.
Par arrêté du ministre du travail, de l'hygiène, de l'assistance et de la prévoyance sociales en date du 19 février 1926, une médaille d'argent lui est décernée, pour services exceptionnels rendus à l'assistance publique, en sa qualité d'ex-médecin de l'hôpital thermal Guillaume Lacoste à La Bourboule.

## Publications
- La pathogénie des dilatations veineuses, pulmonaires et annulaires, thèse de doctorat (1884)[25],[26],
- Cas d'ichtyose, publication dans les Annales de dermatologie (1888)[27],
- Cas d'ecthyma térébrant infantile, publication dans les Annales de thérapeutique médicale et chirurgicale (juin 1890)[28],
- Observation d'ecthyma térébrant infantile, publication dans le Journal des maladies cutanées et syphilitiques (juillet 1890)[29],
- Essai de chimie biologique appliqué à l'étude de l'action physiologique et thérapeutique des eaux minérales de la Bourboule, en collaboration avec le docteur Henri Cathelineau, chef du laboratoire de chimie à l'hôpital Saint-Louis (1894)[30],
- Action de l'eau de la Bourboule sur la nutrition, article paru dans les Archives générales d'hydrologie, de climatologie et de balnéothérapie (1894)[31],
- Traité pratique d'hydrologie médicale, en collaboration avec les docteurs Jardet, Nivière, Lavergne, Doit-Lambron et Boursier (1896)[32],
- différentes publications dans les annales de dermatologie ainsi que dans les annales de la Société de dermatologie.